# Médaille militaire
Pour les articles homonymes, voir Médaille militaire (homonymie).
La médaille militaire est une décoration militaire française, instituée le 22 janvier 1852 par Louis-Napoléon Bonaparte destinée aux militaires du rang, aux sous-officiers, et à titre exceptionnel, aux officiers généraux et maréchaux de France. 
Elle est parfois appelée Légion d’honneur du sous-officier et du militaire du rang, Médaille des braves ou bijou de la nation.

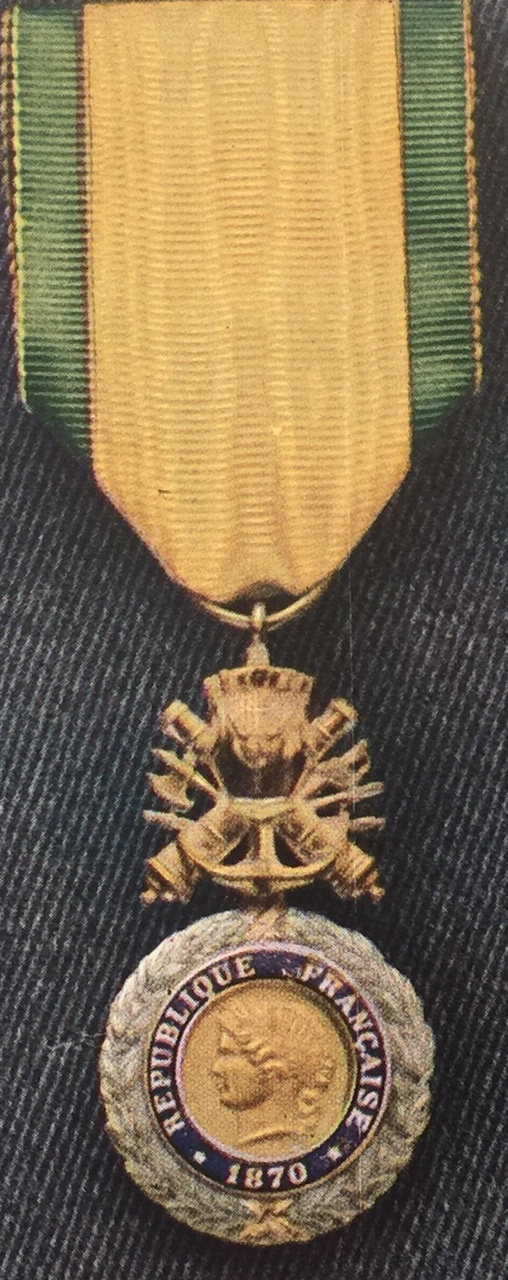
Modèle dit de la IIIe République
en vigueur de 1870 à 1951.

Elle est décernée par le président de la République sur proposition du ministre des Armées, dans les conditions prévues par le Code de la Légion d'honneur, de la médaille militaire et de l'ordre national du Mérite.
Il s'agit de la troisième décoration dans l'ordre de préséance après la Légion d'honneur et l'ordre de la Libération.
De toutes les décorations militaires françaises, celle-ci représente la plus haute distinction, récompensant en temps de guerre les maréchaux de France et les généraux, déjà grands-croix de la Légion d'honneur. Dans ce cas, la médaille militaire se porte en avant de la grand-croix de la Légion d'honneur. Cependant, selon la grande chancellerie, aucun texte n'officialise cette disposition.

## Présentation
Elle récompense à la fois les hommes du rang, sous-officiers, officiers mariniers et aspirants et, à titre exceptionnel, les officiers généraux, amiraux et maréchaux de France, grand-croix de la Légion d'honneur, ayant commandé en chef devant l'ennemi ou qui ont rendu des services exceptionnels à la défense nationale.
La médaille militaire est, depuis sa création, la récompense des campagnes du Second Empire à nos jours. Elle réunit sous sa devise « Valeur et Discipline » les soldats les plus anonymes et les héros les plus populaires tels Georges Guynemer ou Jean Moulin. Elle compte parmi ses récipiendaires les plus grands chefs militaires contemporains tels que les maréchaux Joffre, Foch, Gallieni, Lyautey, Leclerc, de Lattre, Juin, etc. et alliés tels que les généraux Pershing et Montgomery ; à titre exceptionnel quelques civils comme le président américain Roosevelt (à titre posthume), Sir Winston Churchill, Jean Gabin et Léon Zitrone. Le maréchal Philippe Pétain en a également été récipiendaire.

## Historique
Par un coup d'État, dans la nuit du 1er au 2 décembre 1851, Louis-Napoléon, président de la Deuxième République, ouvre la voie à une restauration de l'Empire : l'Assemblée nationale et le Conseil d'État sont dissous, le suffrage universel est rétabli et un plébiscite est annoncé. Les 21 et 22 décembre 1851, le pays apporte son soutien au prince-président.
Le 14 janvier 1852, il promulgue une nouvelle constitution lui donnant l'ensemble des pouvoirs pour une durée de dix ans. Huit jours après, par décret daté du 22 janvier 1852, il institue la médaille militaire : elle est destinée aux soldats qui ne sont pas officiers et qui désormais ne recevront plus la Légion d'honneur, sauf cas exceptionnels. Par cette mesure, Louis-Napoléon veut satisfaire les officiers, dont nombre n'acceptent pas de devoir partager cette distinction avec la troupe, et obtenir leur soutien à son coup d'État. C'est sa propre effigie avec son prénom « LOUIS-NAPOLEON » (sans accent) qu'il utilise sur l'avers de la médaille qu'il crée et qui est décrite dans un décret du 29 février, lequel en fixe également les attributions. Elle est de plus surmontée de l'aigle impérial, tenant deux éclairs de foudre dans ses serres.
Cette décoration est inspirée de l'ordre de la Couronne de fer d'Italie, instituée par son oncle Napoléon Ier, en reprenant le ruban ainsi que la dominante argent de la décoration proprement dite. À noter d'ailleurs que le ruban originel de la médaille militaire était à dominante jaune-orangé avec des liserés vert foncé. Il a ensuite évolué à partir de 1870 en devenant jaune avec des liserés vert clair. En créant la médaille militaire, le prince-président Louis-Napoléon Bonaparte entend récompenser les mérites des meilleurs soldats et sous-officiers.

Le 22 mars 1852, face au carrousel du Louvre, il s'adresse ainsi aux 48 premiers récipiendaires qui se sont distingués au cours des campagnes d'Algérie : 

« […] Soldats, combien de fois ai-je regretté de voir des soldats et des sous-officiers rentrer dans leurs foyers sans récompense, quoique par la durée de leurs services, par des blessures, par des actions dignes d’éloges, ils eussent mérité un témoignage de satisfaction de la patrie ! […] C'est pour le leur accorder que j'ai institué cette médaille […]. Elle assurera 100 francs de rente viagère ; c'est peu, certainement ; mais ce qui est beaucoup, c'est le ruban que vous porterez sur la poitrine et qui dira à vos camarades, à vos familles, à vos concitoyens que celui qui la porte est un brave. »

Tout change lors de la deuxième cérémonie de remise de décoration, le 10 mai 1852. Ce jour-là, Louis Napoléon décore 1 705 soldats et sous-officiers devant 80 000 soldats et une foule immense de Parisiens massés sur le Champ de Mars.
Mais surtout, il fait avec habileté, le même jour, le choix d’épingler la décoration sur l’uniforme de deux nouveaux maréchaux de France (Honoré Charles Reille et Jean-Baptiste Vaillant), en « récompense suprême ». Cette initiative, étendue le 13 juin 1852 aux généraux et aux amiraux ayant rendu des services exceptionnels (comme la fonction de ministre ou le commandement en chef), assure pour toujours le prestige de la Médaille militaire. Une décision présidentielle du 5 mai 1950, reprise, lors de la réforme de 1962 par l'article R. 140 du code de la légion d'honneur et de la médaille militaire stipule : « La médaille militaire peut être exceptionnellement concédée par décret pris en conseil des ministres aux maréchaux de France et aux officiers généraux, grand'croix de la Légion d'honneur, qui, en temps de guerre, ont exercé un commandement en chef devant l'ennemi ou qui ont rendu des services exceptionnels à la défense nationale. »
| Modèle du Second Empire en vigueur de 1852 à 1870 | Modèle dit de la 3e République en vigueur de 1870 à 1951 | Modèles dits des 4e et 5 e Républiques en vigueur de 1951 à nos jours | (le nombre de fleurons à cinq pétales à la place de la date 1870 ne reflétant que des variantes de fabricants, la Monnaie de Paris ayant toujours conservé un seul fleuron) | Revers commun à tous les modèles |
| ------------------------------------------------- | -------------------------------------------------------- | --------------------------------------------------------------------- | --- | -------------------------------- |
|                                                   |                                                          |                                                                       | |                                  |

Comme le montre le tableau ci-dessus, la Médaille Militaire n'a été modifiée officiellement que deux fois :
- le 8 novembre 1870 par le gouvernement provisoire de la Troisième République : l'effigie de l'empereur déchu est remplacée par celle d'un profil féminin couronné de lauriers représentant la République, et l'inscription « LOUIS-NAPOLEON » par « REPUBLIQUE FRANÇAISE 1870 » entourée de lauriers. L'aigle servant de support est remplacé par un trophée de guerre qui est d'abord biface, composé d'une ancre (Marine), de deux canons croisés (Artillerie) et d'une cuirasse (génie), ainsi que d'un sabre, d'une hache et de fusils. Cette composition interarmes sera reprise à l'identique pour l'insigne du brevet de préparation militaire élémentaire (BPME) délivré jusqu'en 1920.

- le 27 février 1951, par décret n° 51-298 pris durant la Quatrième République, il est stipulé que « les Médailles militaires mises en fabrication après la publication du présent décret (soit le 09/03/1951) ne comporteront plus l'inscription "1870" ». En conséquence, la date de 1870 est supprimée et remplacée, selon les fabricants, par un à trois fleurons à cinq pétales (il est à noter que la Monnaie de Paris a produit jusqu'à nos jours un modèle avec un seul fleuron).

Il est également à noter que le gouvernement de Vichy n'a pas modifié la Médaille Militaire, comme d'ailleurs la plupart des autres médailles officielles françaises, qui a donc continué à être décernée avec la légende "République Française" et la date 1870 de juin 1940 à 1944.
Toutefois, des modifications plus légères au cours du temps, essentiellement sur initiatives de fabricants privés, ont conduit à recenser au moins sept types différents de la médaille.

### Évolution des conditions d'attribution
Depuis le premier mandat d'Emmanuel Macron, les conditions pour recevoir la médaille militaire, surnommée la « médaille du chien fidèle » ont été durcies. Auparavant il était de coutume de remettre la médaille militaire à un soldat ou un sous-officier ayant 29 ans de service et détenant l'échelon argent de la médaille de la Défense nationale. Désormais, il faut avoir reçu une citation ou avoir été blessé.

## Caractéristiques et administration

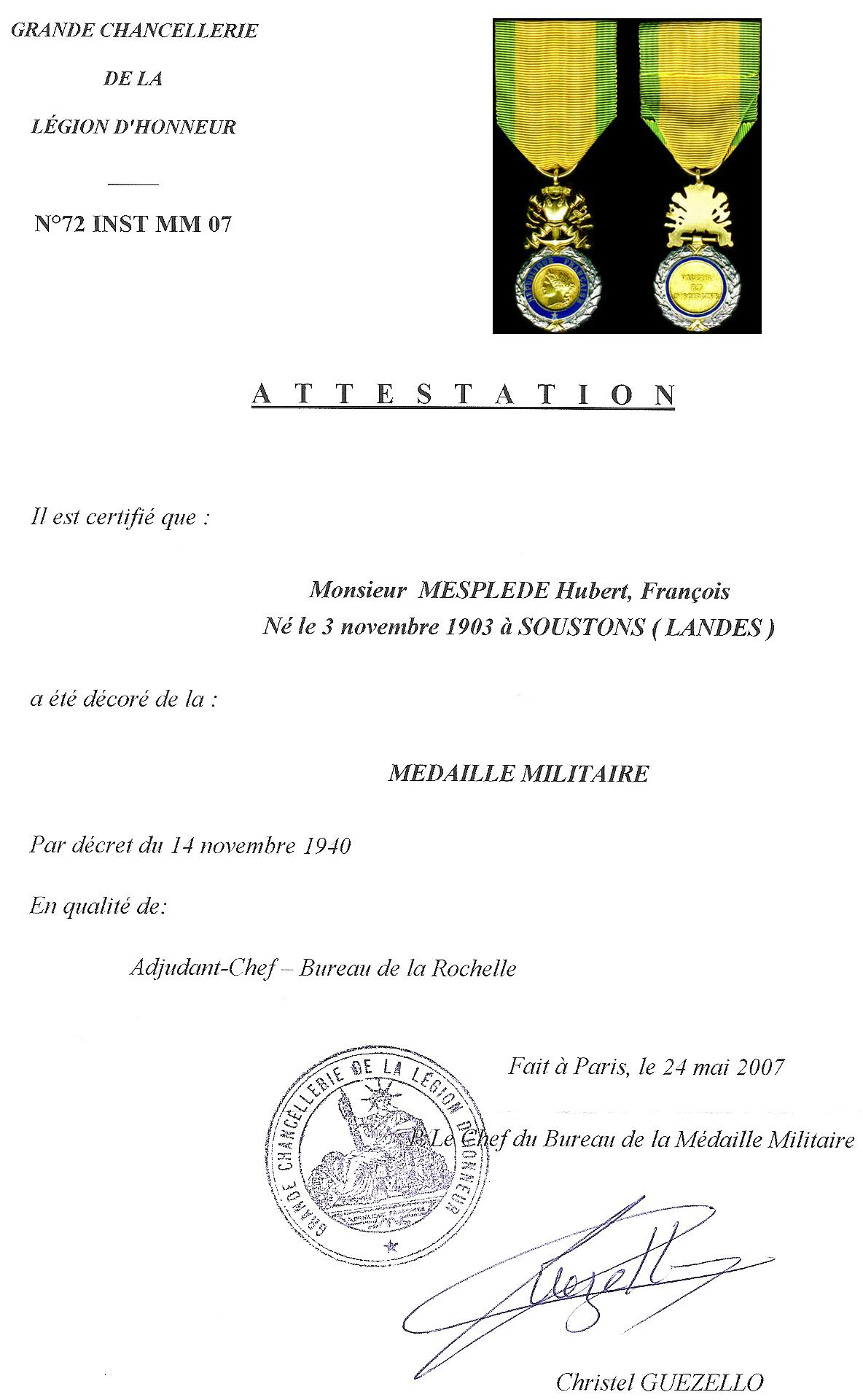
Attestation de la médaille militaire reçue de la grande chancellerie.

La médaille actuelle est une couronne de laurier d'argent qui entoure un médaillon d'or où figure l'effigie de la République, entourée d'un cercle d'émail bleu où sont inscrits les mots « REPUBLIQUE FRANÇAISE », le tout surmonté d'un trophée interarmes comportant une ancre, deux canons croisés, une cuirasse, une hache, une épée. Au revers, la médaille porte au centre du médaillon d'or, entouré d'un cercle bleu, la devise « VALEUR ET DISCIPLINE ». Les feuilles et boutons de laurier sont liés de deux rubans entrecroisés en haut et en bas.
Son port et sa disposition réglementaire la placent immédiatement après la croix de la Libération (en troisième position par rapport à la Légion d'honneur) et avant l'ordre national du Mérite. L'insigne est suspendu à un ruban jaune bordé de vert des deux côtés.
Elle est administrée par la chancellerie de l'ordre national de la Légion d'honneur. Elle ne peut être concédée que pour des services militaires exceptionnels et un minimum de huit ans de campagne. L'attribution de la médaille militaire comportait à sa création une rente annuelle insaisissable de cent francs-or, qui assurait au récipiendaire le pain et le tabac à vie. Cette rente est en 2006 d'un montant annuel de 4,57 €.
Son attribution doit préalablement faire l'objet d'un mémoire de proposition qui retrace la carrière ou les faits exceptionnels justifiant l'obtention de cette décoration. Deuxième décoration dans l'ordre de préséance après la Légion d'honneur (l'ordre de la Libération étant forclos) et, à la différence des deux ordres nationaux (Légion d'honneur et ordre national du Mérite), la médaille militaire ne fait pas l'objet d'un paiement de droits de chancellerie préalable à la remise officielle de la décoration (la médaille étant « concédée »). Elle peut donc être portée immédiatement après la parution du décret au Journal officiel. Le récipiendaire (ou l'organisme à l'origine de la demande d'attribution) a le loisir d'organiser ou non une cérémonie officielle de remise de l'insigne, il peut même solliciter l'autorité militaire de son choix pour lui remettre la décoration.
En tenue militaire, la médaille militaire peut être portée soit pendante, soit sous forme d'une barrette. En tenue civile, elle est portée sous forme d'un ruban.

### Une médaille dépourvue de grades
Le maréchal Canrobert décorant un caporal-chef l'illustre sobrement, quand il lui dit : « Et maintenant tu es autant que moi, nous sommes égaux ». Dépourvue de grades, elle est la seule manifestation honorifique, avec l'ordre de la Libération, qui mette sur un pied d'égalité ceux auxquels elle est attribuée, du plus humble au plus prestigieux.

### Palais de Salm
L'hôtel de Salm à Paris abrite la grande chancellerie de la Légion d’honneur, qui administre depuis 1852 la médaille militaire. Le Palais ayant été incendié sous la Commune en 1871, beaucoup d'archives ont été détruites. Il fut reconstruit grâce à une souscription lancée parmi les légionnaires et les médaillés militaires.

### Maisons d'éducation de la Légion d'honneur
Depuis 2005 (Décret no 2005-301 du 31 mars 2005 art. 1, Journal officiel du 1er mars 2005), les maisons d'éducation de la Légion d'honneur peuvent également accueillir en leur sein les filles, petites-filles et arrière-petites-filles de médaillés militaires.

### La fourragère aux couleurs du ruban de la médaille militaire
Il s'agit d'un cordon tressé aux couleurs (jaune et verte) de la médaille militaire. Le port de cette fourragère n'est pas le privilège des régiments et unités décorées de la médaille militaire. Il est réservé aux régiments et unités formant corps qui ont été cités quatre ou cinq fois à l'ordre de l'armée. Le port de deux fourragères de la Légion d'honneur et de la médaille militaire est réservée aux régiments et unités qui ont été cités douze à quatorze fois à l'ordre de l'armée, ce qui n'est jamais arrivé au cours du même conflit ; cette fourragère n'a jamais été décernée.
Les unités dont le drapeau a été décoré de la médaille militaire sont beaucoup plus rares que les unités portant la fourragère aux couleurs du ruban de la médaille militaire. À titre d'exemple l'une des unités des commandos marine, le commando Jaubert, porte la fourragère aux couleurs de la médaille militaire, mais pas la médaille proprement dite.

## Contingents
Pour la période du 1er janvier 2018 au 31 décembre 2020, le contingent annuel de médailles militaires est fixé à 3 000, soit :
- 2 000 médailles pour le personnel appartenant à l'armée active ;
- 1 000 médailles pour le personnel n'appartenant pas à l'armée active, dont un minimum de 15 % consacré à la réserve opérationnelle.

## Décorés

### Camerone

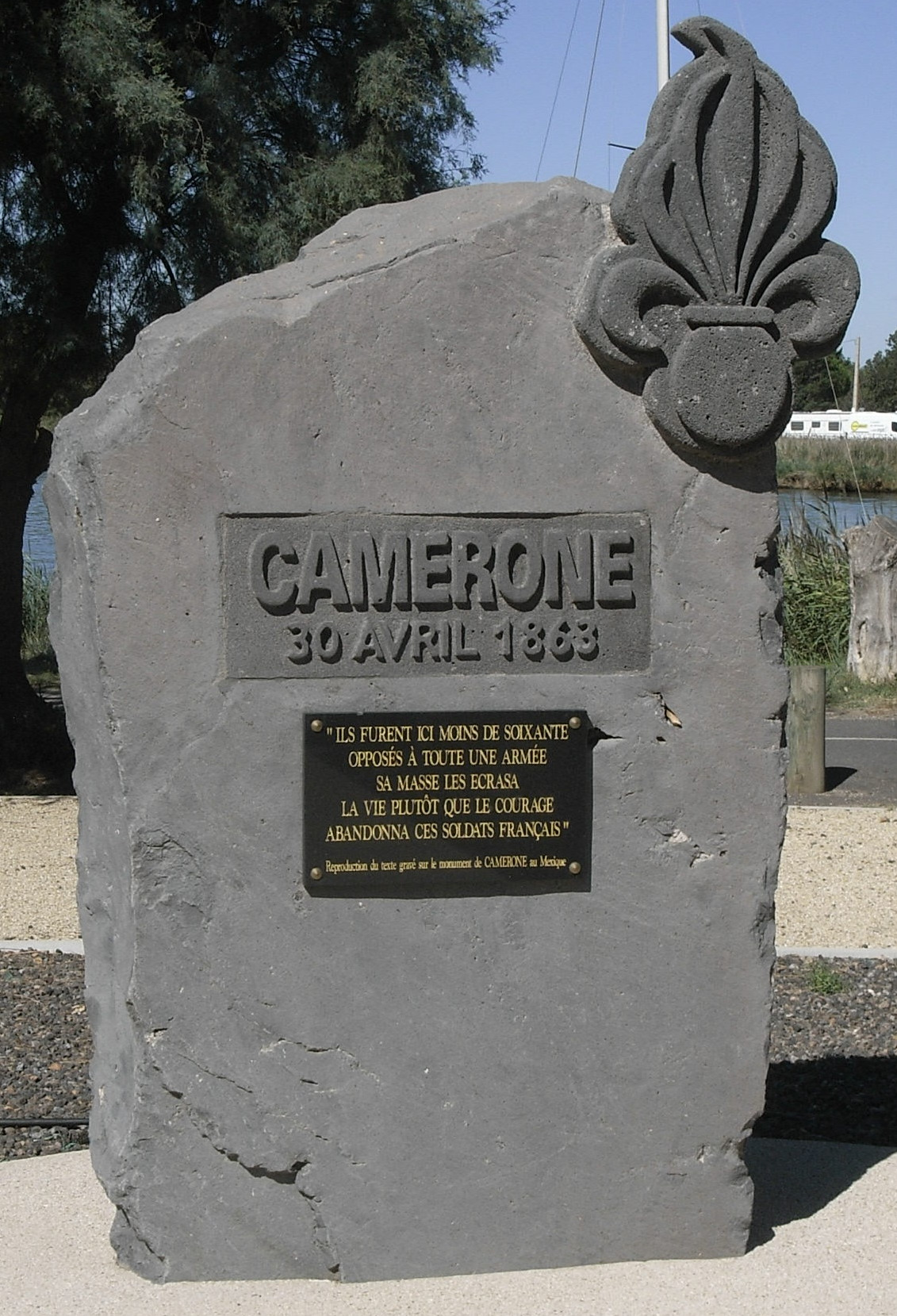
Monument aux morts à Agde (34), commémoratif de la bataille de Camerone (Mexique).

1863 : Bataille de Camerone (Mexique)
Un détachement de Légion étrangère de soixante-trois hommes sous les ordres du capitaine Danjou résiste près d'une journée à trois mille Mexicains, en met près de cinq cents hors de combat, permettant à un convoi d'or et de munitions d'atteindre sans encombre la ville de Puebla, sa destination. Les trois combattants encore debout à l'issue du combat furent les premiers médaillés militaires de la campagne du Mexique. Chaque année, l'anniversaire de ce fait d'armes est célébré avec un faste particulier dans toutes les unités de la Légion étrangère.

### Première Guerre mondiale
La Première Guerre mondiale marque une étape importante dans l’histoire de la médaille militaire.
Au total, l'hécatombe de la Première Guerre mondiale a entraîné l’attribution de 1 400 000 médailles militaires, la plupart à titre posthume. Environ 185 000 médailles militaires ont été conférées durant les hostilités (1er tableau spécial); 58 000 par arrêtés ministériels postérieurs à la cessation des hostilités (2e tableau spécial). Au 24 octobre 1923, environ un million de médailles militaires avaient déjà été décernées à titre posthume à des militaires et marins morts pour la France. L'effectif légal (nombre de titulaires en vie) était de 320 255 au 1er juin 1923,.
Selon la grande chancellerie de l'ordre national de la Légion d'honneur, qui a revu ces chiffres, 950 000 médailles militaires ont été attribuées, la plupart à titre posthume.

### Seconde Guerre mondiale
Au cours de la Seconde Guerre mondiale, 300 000 médailles militaires ont été attribuées.

### Guerre d'Indochine
Au cours de la guerre d'Indochine, 12 000 médailles militaires ont été attribuées.

### Guerre d'Algérie
Au cours de la guerre d'Algérie, 38 000 médailles militaires ont été attribuées.

### Femmes décorées
Les deux premières femmes à avoir obtenu la médaille militaire, le 17 juin 1859, furent :
- Madame Rossini, née Barbe Jeanne Marie, cantinière aux zouaves de la Garde
- Madame Trimoreau, née Dagobert Madeleine, cantinière au 2e régiment de zouaves.

### Unités décorées

#### Armée de terre
Par le décret du 24 février 1918 :
- tous les bataillons de chasseurs à pied.

Par le décret du 5 juillet 1919 :
- le 3e régiment de marche de zouaves, dont l’héritier actuel est le 3e régiment de zouaves ;
- le 2e régiment de marche de tirailleurs, dont l’héritier actuel est le 2e régiment de tirailleurs algériens :

« Héroïque régiment qui a surpassé, au cours de la campagne, les plus glorieuses traditions d'une histoire qui lui avait déjà valu la croix de la Légion d'honneur. Engagé à fond, dès le 22 août 1914, sur la Sambre, il fait énergiquement tête à l'ennemi, le 23 à Oret, le 24 à Florennes et le 29 à Guise, où il enlève à la baïonnette la ferme de Bertaignemont. Les 15, 16 et 17 septembre, après l'héroïque résistance de Cuts (Oise), il marque, à Tracy-le-Mont et à Quennevières, le terme définitif de l'offensive des armées allemandes sur la route de Noyon à Paris. Le 25 septembre 1915, il prend, à la bataille de Champagne, une part des plus glorieuse, attache ensuite son nom à la défense de Verdun, où il déploie pendant deux années consécutives, ses plus belles qualités militaires : inébranlable dans le sacrifice, irrésistible dans l'attaque. Héroïquement, il arrête la ruée allemande à Louvemont les 23, 24 et 25 février 1916, et à Avocourt, d'avril à juillet. Le 15 juillet, il engage, devant Fleury, la contre-offensive qui se poursuivra ensuite sans arrêt jusqu'au 15 décembre 1916, date à laquelle dans un élan splendide, il rejette définitivement l'ennemi en Woëvre, au-delà du Bois la Chaume. Après avoir cueilli une nouvelle palme, le 16 avril 1917, devant Brimont, il termine la brillante série de ses combats devant Verdun par l'enlèvement de la côte 344, le 25 novembre 1917. Porté devant Amiens en avril 1918, il contient l'ennemi, reprenant le terrain perdu pied à pied pendant trois mois. Enfin, les 8, 9 et 10 août, il brise le front allemand en enlevant le bois de Moreuil, le Plessier, Guerbigny, dans une course de 22 kilomètres qui ouvre la route de Roye. Transporté sur la Divette, il s'empare de vive force de Noyon, Chauny, Tergnier, bouscule l'ennemi dans une poursuite ardent jusqu'aux portes de La Fère. À peine retiré des combats, il est reporté de nouveau sur la Serre et continue la poursuite en direction d'Hirson et de la Belgique où il s'arrête le 11 novembre, à Baileux, capturant, au cours de cette magnifique épopée, 73 canons dont 19 lourds, plus de 1000 prisonniers et un énorme matériel de guerre. »
— Décret du 5 juillet 1919 portant attribution de la médaille militaire au drapeau du 2e régiment de tirailleurs algériens (2e R.M.T).
- le Régiment d’infanterie coloniale du Maroc (RICM) dont l'héritier actuel est le régiment d'infanterie-chars de marine.

Par décret du 26 août 1919 :
- le 1er régiment de marche de la Légion étrangère (RMLE, sans le no 1), dont l’héritier actuel est le 3e régiment étranger d'infanterie.

Par le décret du 14 décembre 1983, à titre exceptionnel :
- la 3e compagnie du 1er régiment de chasseurs parachutistes dont 58 soldats périrent dans les attentats de Beyrouth du 23 octobre 1983.

#### Écoles des sous-officiers
À l'occasion du 150e anniversaire de la médaille militaire, par décret du 25 janvier 2002, à quatre écoles de sous-officiers, en reconnaissance des sacrifices qu'ils (les sous-officiers) ont consentis :
- École de gendarmerie de Chaumont ;
- École nationale des sous-officiers d'active de Saint-Maixent-l'École ;
- Centre d'instruction naval (CIN) de Saint-Mandrier-sur-Mer, devenu Pôle écoles Méditerranée ;
- École de formation des sous-officiers de l'Armée de l'air de Rochefort.

## Récipiendaires à titre exceptionnel

### Officiers généraux et maréchaux de France
Elle a aussi été concédée aux maréchaux de France et aux généraux, la plupart déjà grands-croix de la Légion d'honneur, pour services exceptionnels ou qui ont exercé en temps de guerre un commandement en chef devant l'ennemi (tels les généraux Nivelle, Debeney, Dufieux, ou Monclar, les maréchaux Joffre, Foch, Lyautey, ou encore Pétain qui ne porta que cette seule décoration pendant sa fonction de chef de l'État français).

Il est à noter que certains officiers généraux ayant reçu la médaille militaire en tant qu'officier général ayant commandé en chef portaient la médaille militaire avant la Légion d'honneur, tels les maréchaux Foch, Leclerc, de Lattre de Tassigny,...

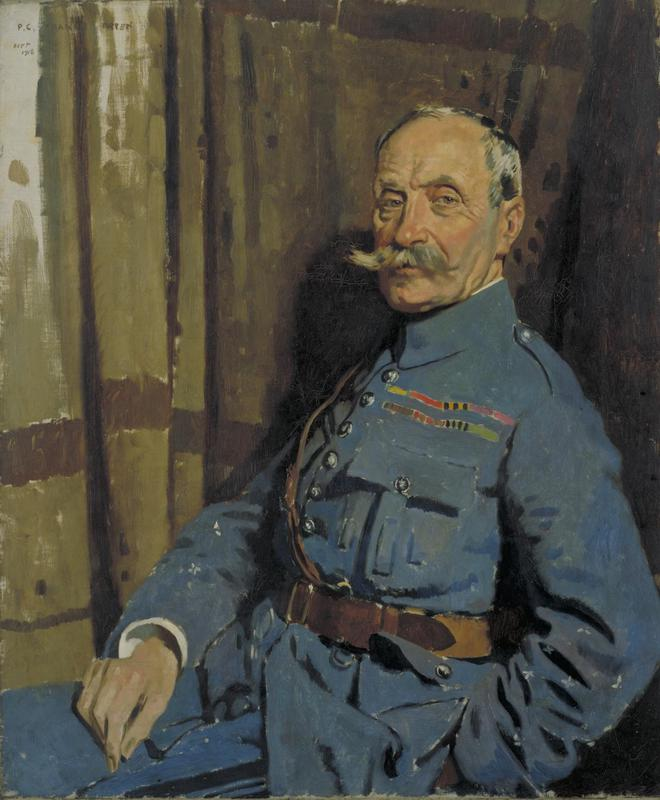
Portrait du maréchal Foch en 1918.
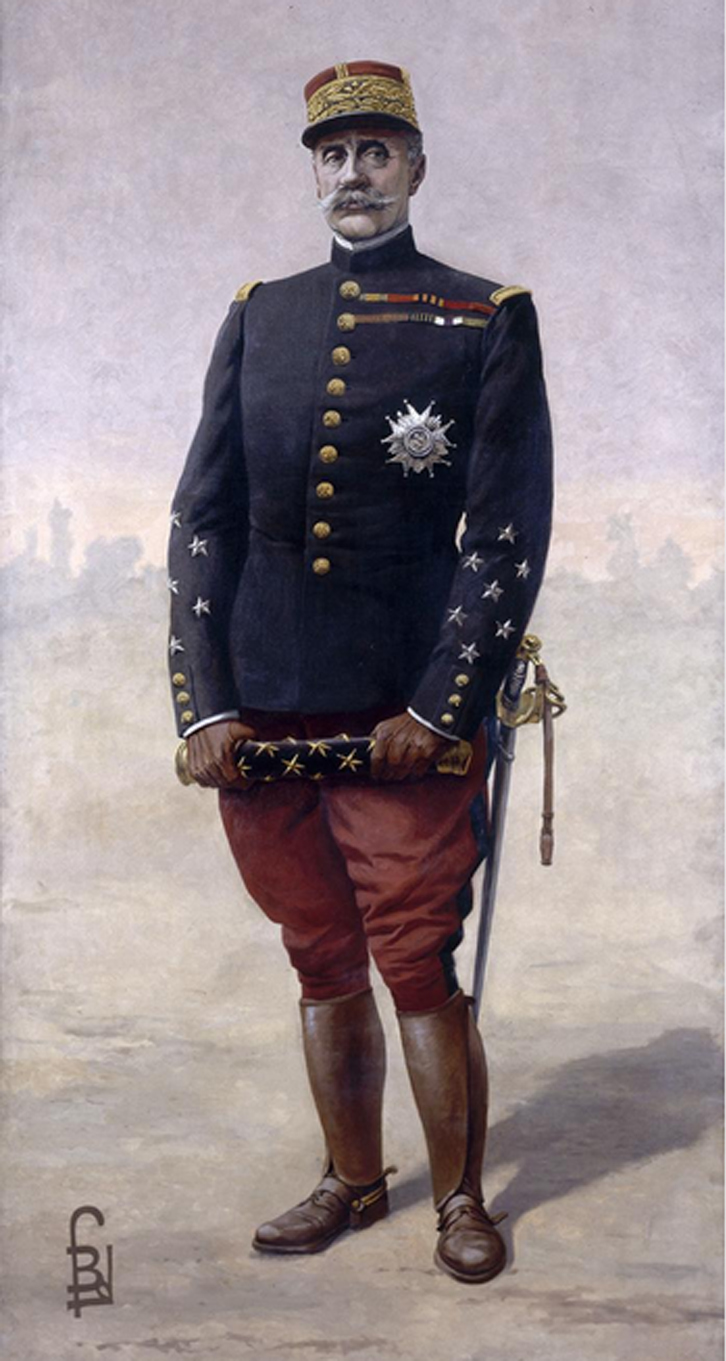
Portrait du maréchal Foch vers 1920.
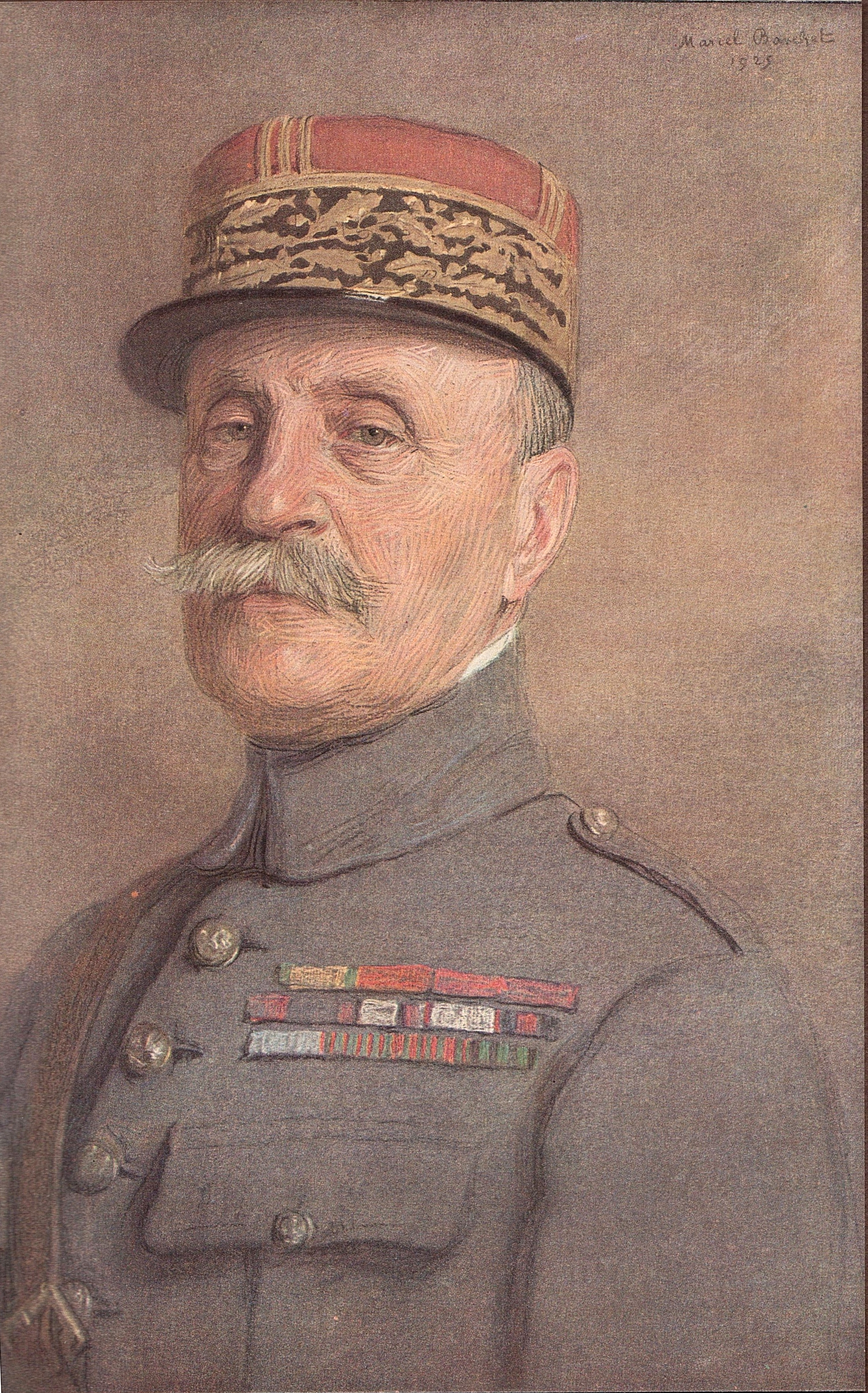
Portrait du maréchal Foch en 1925.

Entre le 10 mai 1852 (premier décret) et le 21 février 1961 (date du décret conférant la médaille militaire au général Paul Ély, dernier officier général médaillé au XXe siècle), 165 officiers généraux ont été décorés de la médaille militaire, dont 79 au XIXe siècle et 86 au XXe siècle,. Sont listés ci-dessous les officiers généraux médaillés depuis 1950 : 
- Jean Vincent (21 juin 1950), médecin-général, commandeur de la Légion d'honneur (1946).
- Antoine Béthouart (27 septembre 1950), général.
- Paul Dassault (27 juin 1951), général d'armée.
- Georges Catroux (4 juin 1952), général d'armée.
- Gabriel Cochet (4 juin 1952), général de corps aérien.
- Paul Doyen (4 juin 1952), général de corps d'armée.
- Raoul Magrin-Vernerey dit Monclar (4 juin 1952), général de corps d'armée.
- Jean Callies (26 juin 1957), général. La décoration lui est remise à son départ de l'armée par le maréchal Juin.
- Augustin Guillaume (26 juin 1957), général.
- Raoul Salan (12 juin 1958), général. Le général de Gaulle, président du Conseil, lui confère la médaille le 12 juillet 1958. Le lendemain le 13 juillet, la décoration lui est remise par un grand mutilé d'Indochine, membre de l'Association des combattants de l'union française (ACUF).
- Paul Legentilhomme (17 juin 1960), général.
- Henri Nomy (17 juin 1960), amiral. Le général de Gaulle lui confère la médaille le 17 juin 1960 pour « services exceptionnels ».
- Paul Ély (21 février 1961), général.
- Jean Simon (16 octobre 2002), général, héros de la France libre, compagnon de la Libération, grand-croix de la Légion d'honneur. Il est le dernier officier général à avoir reçu la médaille en tant que tel, par décret du 16 octobre 2002[17], et le seul à l'avoir reçue depuis la réforme du Code de la légion d'honneur et de la médaille militaire de 1962[8].

### Récipiendaires étrangers
- Le général Alfonso La Marmora, ministre de la guerre du royaume de Sardaigne, le 16 août 1856 ;
- Sir William John Codrington, général des armées du Royaume-Uni, le 16 août 1856 ;
- Charles XV, roi de Suède, août 1861 ;
- Oscar, prince de Suède, août 1861 ;
- Le grand-duc Nicolas de Russie, général du génie de l’armée impériale russe, le 18 mai 1880 ;
- Carol Ier, domnitor de Roumanie, le 8 mars 1881 ;
- Le chargé d’affaires du royaume de Roumanie Grégoire Ghika, sergent aux francs-tireurs de Paris ;
- Le général Mikhaïl Dragomirov, gouverneur général de Kiev, le 14 juin 1899 ;
- Albert Ier, roi des Belges (9 août 1914) ;
- Le grand-duc Nicolas de Russie, commandant en chef des troupes russes, le 14 janvier 1915 ;
- Le prince régent Alexandre de Serbie, le 6 février 1915 ;
- Le field marshal Sir John French, comte d'Ypres, commandant en chef des troupes britanniques (9 février 1915) ;
- Victor-Emmanuel III roi d'Italie, le 9 août 1917 ;
- Le field marshal Sir Douglas Haig, commandant en chef des troupes britanniques, le 17 août 1918 ;
- Le général Otani Kikuso (ja), commandant en chef des troupes alliées à Vladivostok, le 12 juillet 1919 ;
- Alphonse XIII roi d'Espagne, le 22 avril 1920 ;
- Ferdinand Ier, roi des Bulgares le 18 août 1920 ;
- Le general of the Armies John Pershing, commandant en chef de l’armée américaine (15 septembre 1920) ;
- L’amiral Paolo Thaon di Revel, duc del Mare, ministre de la Marine italien, le 4 juillet 1923 ;
- Le général Armando Diaz, duc della Vittoria, ministre de la Guerre italien, le 28 juillet 1923 ;
- Le général Miguel Primo de Rivera, président du directoire militaire (dictateur) en Espagne, le 9 février 1926 ;
- Le général prince Alexandre Karageorgevitch, le 3 décembre 1927 ;
- Le prince Louis II, prince (souverain) de Monaco, le 5 octobre 1929 ;
- El Hadj Thaomi ben Mohamed Megouari El Glaoui, pacha de Marrakech, le 22 janvier 1931 ;
- L’admiral of the Fleet Sir Andrew Cunnigham, vicomte Cunningham of Hyndhop, premier lord de la mer (12 février 1946) ;
- Franklin Delano Roosevelt, président des États-Unis d’Amérique, le 8 avril 1947 (à titre posthume) ;
- Sir Winston Churchill, ancien Premier ministre britannique (8 mai 1947) ;
- Dwight David Eisenhower, président des États-Unis, ancien commandant supérieur des forces alliées en Europe (19 mai 1952) ;
- Le maréchal Aléxandros Papágos, Premier ministre grec, le 21 janvier 1954 ;
- Haïlé Sélassié Ier, empereur d'Éthiopie (28 octobre 1954) ;
- Le maréchal Josip Broz dit Tito, président de la République fédérative populaire de Yougoslavie, le 5 mai 1956 ;
- Le field marshal Bernard Montgomery, vicomte Montgomery of Alamein (9 septembre 1958) ;

## Citations
Le général Callies, décoré de la médaille militaire en 1957, a écrit : 

« La médaille militaire est sans conteste possible la plus belle décoration française. Elle est faite pour récompenser les services rendus à la Patrie tout entière et non à certaines catégories, les services les plus désintéressés, les plus dangereux, une vie entière consacrée à l'Armée, des campagnes de guerre, des faits d'armes, des blessures, souvent la mort pour la défense ou le service de la France. Elle ne comporte ni degrés, ni grades. Elle est unique et totale, en effet, ce qui est le plus beau et le plus admirable, c'est qu'elle est la décoration du soldat et du sous-officier, qu'aucun officier ne peut recevoir, quels que soient ses mérites, mais qu'elle est en même temps, la récompense suprême des généraux en chef. Elle unit ainsi le plus humble et le plus élevé de la hiérarchie militaire, mais surtout le plus élevé au plus humble, que le premier reconnaît ainsi comme souvent le plus méritant. Ceci est unique et lui confère une valeur absolument exceptionnelle. »

— Jean Callies